# Oratorio di Santa Maria degli Orti
L'oratorio di Santa Maria degli Orti, noto anche come oratorio di Santa Maria delle Grazie, era un edificio religioso situato a Castiglione della Pescaia.

## Storia e descrizione
L'edificio religioso fu fatto costruire in epoca rinascimentale, più precisamente nel corso del Quattrocento, come un luogo di culto suffraganeo della pieve di San Giovanni Battista. La denominazione era conferita dall'ampio orto presso il quale sorgeva. La chiesa svolse le sue funzioni in collaborazione con lo Spedale di Castiglione della Pescaia, visto che la chiesa della Compagnia del Corpus Domini non in tutte le occasioni presentava una capienza adeguata ad ospitare i fedeli. Seguendo il destino di molte altre chiese del territorio, il luogo di culto fu soppresso verso la fine del Settecento.
Dell'oratorio di Santa Maria degli Orti sono state perse completamente le tracce. La sua esistenza e la sua storia sono documentate tuttavia in mappe e libri d'epoca, grazie ai quali è stato possibile identificare il luogo della sua ubicazione fuori del borgo, lungo la via che, scendendo dalla porta, giungeva fino al Lago Prile.